# Eriococcus leguminicola
Eriococcus leguminicola är en insektsart som beskrevs av Morrison 1919. Eriococcus leguminicola ingår i släktet Eriococcus och familjen filtsköldlöss. Inga underarter finns listade i Catalogue of Life.